# 长安圜钱

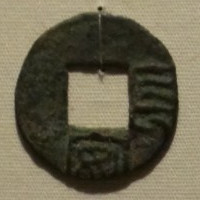
长安圜钱正面图，拍摄于中国国家博物馆

“长安”圜钱，战国末期的一种秦国罕见青铜铸币，为秦王嬴政在位时由其弟弟长安君成蟜所铸。

## 形制
该币圆形方孔，背部平素，面文“长安”顺时针旋读，“长”字在穿孔右侧，“安”字在穿孔下方。该币一般直径在2.1-2.3厘米，穿孔宽约1厘米，重1.8-2.5克。

## 历史
据《史记·秦始皇本纪》记载，成蟜为秦庄襄王之子，秦王政的弟弟，被封为长安君，封邑位于今陕西省西安市。秦王政八年（公元前239年），秦王政命成蟜率军攻打赵国，成蟜在屯留（今山西省屯留县）叛秦降赵。该钱当为长安君反叛前所铸。

## 文物
1991年，陕西省西安市北郊汉城砖厂曾出土过“长安”与“文信”钱各一枚。